# Syndikalistiskt Forum
Syndikalistiskt Forum är en förening i Göteborg främst inriktad på driften av ett vänsterpolitiskt och feministiskt Bokkafé.
Föreningen Syndikalistiskt Forum bildades 1980 av personer i och kring Göteborgs Lokala Samorganisation av SAC Syndikalisterna. Verksamheten vill främja arbetarklassens villkor genom bokhandelsverksamhet samt annan bildningsverksamhet, och det långsiktiga målet är arbetarklassens övertagande av produktionsmedlen och byggande av den frihetliga socialismen. Även om vissa grundande medlemmar varit engagerade i bokkaféet Frihetligt Forum i Haga innan dess så låg det första Syndikalistiskt Forum i bottenvåningen av allaktivitetshuset Sprängkullen, och något senare på Landsvägsgatan där denna går ihop med Linnégatan. I samband med att SAC Syndikalisterna i början av 1990-talet flyttade ner till markplan i Folkets Hus så flyttade Syndikalistiskt Forum in i samma lokaler. 
Efter att Folkets Hus bestämt sig för att slå ihop ett stort antal lokaler till en danslokal blev Syndikalistiskt Forum 2007 utan fysisk butikslokal, till och med flytten till lokaler på Övre Husargatan 27 den 2 februari 2012.  Sedan september 2018 är föreningen, bokhandeln, och kafét beläget en trappa upp i Viktoriahuset, på Linnégatan 21.
Från 2016 till flytten 2018 fanns på Syndikalistiskt Forum ett bibliotek bestående av Nisse Lätts boksamling. Lätt var en anarkist, agitator och spanienfrivillig som regelbundet frekventerade Syndikalistiskt Forum under åttiotalet. Vid sin död testamenterade han sin boksamling till den nybildade föreningen. 
Vintern 2016 detonerade en bomb utanför bokkafét, men ingen kom till skada. Sommaren 2017 dömdes tre män med kopplingar till nynazistgruppen Nordiska Motståndsrörelsen för en serie bombdåd i Göteborg med omnejd, där attentatet mot Syndikalistiskt Forum ansågs ingå. 
Syndikalistiskt Forum arrangerar varje höst sedan 2013 en alternativ bokmässa i samband med Göteborgs bok- och biblioteksmässa. Mässan är gratis och organiseras efter parollen "klasskamp, folkbildning och feminism".    Medverkande har bland annat varit Paulina de los Reyes, Salka Sandén, Anna Jörgensdotter, Amitav Gosh, Henrik Bromander, Judith Kiros och Håkan Blomqvist . Förutom bokpresentationer, bokbord från förlag och bokkaféer så innehåller mässan traditionsenligt inslag av politisk aktivism och presentationer av kampanjer eller mobiliseringar. Bokmässan har varit utsatt för ett antal högerextrema drev riktat mot medverkande författare, någonting som Sveriges Radio uppmärksammade 2022. 